# Serie A1 1973/74
Die Saison 1973/74 war die 40. Spielzeit der Serie A1, der höchsten italienischen Eishockeyspielklasse. Meister wurde zum insgesamt 14. Mal in der Vereinsgeschichte SG Cortina.

## Modus
Zunächst bestritten die zehn Mannschaften eine gemeinsame Hauptrunde. Die sechs bestplatzierten Mannschaften qualifizierten sich für die Finalrunde, in der der Meister ausgespielt wurde. Die übrigen vier Mannschaften bestritten anschließend eine Platzierungsrunde. Die Punkte aus der Hauptrunde wurden in die Final- bzw. Platzierungsrunde übernommen. Für einen Sieg erhielt jede Mannschaft zwei Punkte, bei einem Unentschieden gab es einen Punkt und bei einer Niederlage null Punkte.

## Finalrunde
kumuliertes Endergebnis; Abkürzungen: Sp = Spiele, S = Siege, U = Unentschieden, N = Niederlagen
|    | Klub              | Sp | S  | U | N  | Tore    | Punkte |
| -- | ----------------- | -- | -- | - | -- | ------- | ------ |
| 1. | SG Cortina        | 28 | 26 | 0 | 2  | 198:060 | 52     |
| 2. | HC Bozen          | 28 | 21 | 1 | 6  | 195:068 | 43     |
| 3. | HC Alleghe        | 28 | 18 | 2 | 8  | 153:085 | 38     |
| 4. | HC Gherdëina      | 28 | 16 | 3 | 9  | 147:103 | 35     |
| 5. | HC Meran          | 28 | 11 | 3 | 14 | 120:138 | 25     |
| 6. | HC Diavoli Milano | 28 | 9  | 2 | 17 | 083:146 | 20     |

## Platzierungsrunde
|     | Klub       | Sp | S | U | N  | Tore   | Punkte |
| --- | ---------- | -- | - | - | -- | ------ | ------ |
| 7.  | EV Bruneck | 24 | 7 | 5 | 12 | 61:119 | 19     |
| 8.  | HC Asiago  | 24 | 6 | 4 | 14 | 77:116 | 16     |
| 9.  | HC Latemar | 24 | 7 | 1 | 16 | 61:145 | 15     |
| 10. | HC Auronzo | 24 | 0 | 1 | 23 | 35:150 | 1      |

## Meistermannschaft
Enrico Benedetti – Paolo Bernardi – Giulio Costantini – Giovanni Da Deppo – Alberto Da Rin – Ferdinando Da Rin – Gianfranco Da Rin – Sergio Fiorese – Renato Franceschi – Aldo Lacedelli – Marco Lacedelli – Mario Lacedelli – Renato Lacedelli – Giuseppe Lorenzi – Sergio Manaigo – Giovanni Mastel – Fabrizio Menardi – Fabio Polloni – Vincenzo Polloni – Ruggero Savaris – Giorgio Triches – Giulio Verocai